# Alexander Ruttkay
Alexander Ruttkay (ur. 24 kwietnia 1941 w Budapeszcie, zm. 14 kwietnia 2025) – słowacki archeolog i historyk.
Był absolwentem Wydziału Filozoficznego Uniwersytetu Komeńskiego w Bratysławie, gdzie studiował archeologię (1958–1963). W 1967 r. uzyskał tytuł PhDr., w 1975 r. tytuł kandydata nauk (CSc.), w 1988 r. tytuł doktora nauk (DrSc.). Od 1993 r. docent, od 1999 r. profesor.
W 1964 r. został zatrudniony w Instytucie Archeologii Słowackiej Akademii Nauk. W latach 1991–2008 był dyrektorem Instytutu.
Ogłosił monografie: Zbrane a výzbroj na Slovensku v 9. až polovici 14. stor. (1975–76); Umenie kované v zbraniach (1978); Stredoveké umelecké remeslo (1979); Dejiny dávnovekého Slovenska (1991); Vojenské dejiny Slovenska I. (1994).